# Bulbophyllum elegans
Bulbophyllum elegans là một loài phong lan thuộc chi Bulbophyllum.